# Sarcocapnos
Sarcocapnos és un gènere de plantes amb flors de la família Fumariaceae o Papaveraceae segons els autors. Consta de 2 a 3 espècies originàries de la part occidental de la regió mediterrània. Als Països Catalans només és autòctona l'espècie Sarcocapnos enneaphylla.